# Cantonul Morteau
Cantonul Morteau este un canton din arondismentul Pontarlier, departamentul Doubs, regiunea Franche-Comté, Franța.

## Comune
- Les Combes
- Les Fins
- Grand'Combe-Châteleu
- Les Gras
- Montlebon
- Morteau (reședință)
- Villers-le-Lac